# Jalkapallon suomenmestaruuskilpailut 1920
La Jalkapallon suomenmestaruuskilpailut 1920 fu la dodicesima edizione del campionato finlandese di calcio. Fu giocato in un formato di coppa e vide la vittoria dell'Åbo IFK.

## Semifinali
|                 | Risultati |              | Luogo e data |
| --------------- | --------- | ------------ | ------------ |
| Åbo IFK         | 5-1       | Turun Riento |              |
| Viipurin Reipas | 0-2       | HPS          |              |
|                 |           |              |              |

## Finale
|         | Risultati |     | Luogo e data |
| ------- | --------- | --- | ------------ |
| Åbo IFK | 2-1       | HPS |              |
|         |           |     |              |